# George Turner (rugby à XV)
Pour les articles homonymes, voir George Turner, George Turner (homme politique) et Turner.

a Compétitions nationales et continentales officielles uniquement.

b Matchs officiels uniquement.
Dernière mise à jour le 30 novembre 2024.
George Turner, né le 8 octobre 1992 à Édimbourg (Écosse), est un joueur international écossais de rugby à XV évoluant au poste de talonneur.  Il joue avec le club des Kobelco Kobe Steelers en League One depuis 2024. 

## Carrière
Turner commence sa carrière professionnelle dans le club de sa ville natale, Edinburgh Rugby. Cependant, entre 2013 et 2018, il n'y est sélectionné qu'à douze reprises. Il est prêté pour la saison 2016-2017 au London Scottish, et pour la saison 2017-2018 aux Glasgow Warriors, club qu'il rejoint finalement à la fin de la saison. Lors de la saison suivante, il fait partie de l'effectif finaliste de la compétition bien que sa saison se soit achevée dès le mois de mars : victime de plusieurs commotions cérébrales successives, il est écarté des terrains jusqu'à la fin de la saison.
En équipe nationale, Turner fait ses débuts en tant que remplaçant lors de la tournée de novembre 2017 contre les Samoa. Lors de la tournée d'été 2018 il inscrit trois essais, performance rare pour un talonneur, contre le Canada et ce sans disputer l'intégralité de la rencontre puisqu'il est à nouveau remplaçant. Turner n'a encore disputé aucun match en compétition (absent des Tournois 2018 et 2019 sur blessure) et revient seulement de sa période d'arrêt pour commotions répétées lorsqu'il est sélectionné par Gregor Townsend pour disputer plusieurs matchs de préparation pour la Coupe du monde 2019. Il est finalement retenu dans la liste des 31 qui participent à la compétition.
Le 16 août 2023, il fait partie de la liste définitive des 33 joueurs convoqués par Gregor Townsend pour disputer la Coupe du monde 2023.
Au mois de janvier 2024, il est sélectionné pour le Tournoi des Six Nations. Durant la suite de la 2023-2024, les Glasgow Warriors se qualifient en finale du championnat après avoir éliminé le Munster en demi-finale. En finale contre les Bulls, George Turner entre en jeu, marque un essai et son équipe s'impose 21 à 16, remportant la compétition pour la deuxième fois de son histoire après 2015,.
Le 11 juin 2024, il s'engage en faveur du club japonais du Kobelco Kobe Steelers.

## Palmarès
- Finaliste du Pro14 en 2019 avec les Glasgow Warriors.
- Vainqueur du United Rugby Championship en 2024 avec les Glasgow Warriors.